# Кобузниген-Каяси

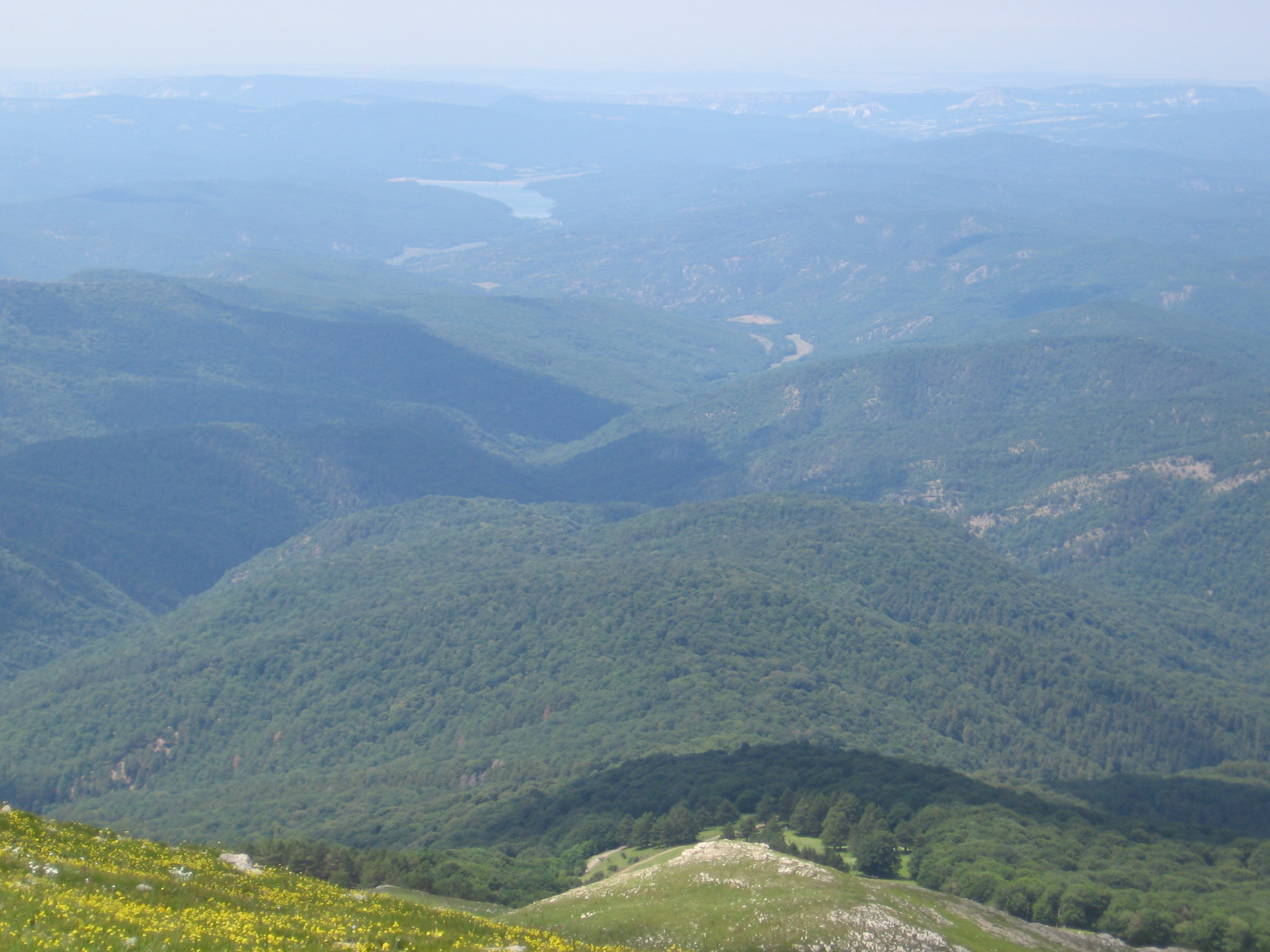
На першому плані — хребет Кобузниген-Каяси. На другому плані — долина річки Кача і Загорське водосховище.

Кобузниген-Каяси — лісистий гірський хребет в Криму, західний відріг Бабуган-яйли. Спрямування — від г. Роман-Кош до долини річки Кача. Висота хребта помірна — найвищі вершини: Сахал-Сирт (972 м) і Юсуп-Сирт (886 м).